# Naja Kristensen
Naja Kristensen (født Petersen; født i 1968 i Ilulissat) er en grønlandsk politiker fra Atassut. Hun var sundheds- og miljøminister fra november 2008 til juni 2009.

## Uddannelse og familie
Naja Petersen er uddannet socialrådgiver og arbejdede med børn, unge og familier i den tidligere Aasiaat Kommune indtil 2008. Hun er gift med Knud Erik Kristensen, og de har tre børn.

## Politisk karriere
Hun var medlem af byrådet i Aasiaat Kommune samt overgangsudvalget i den ny Qaasuitsup Kommunia i 2008.
Naja Petersen stillede op til landstingsvalget i 2005 og fik 147 stemmer I oktober 2007 var hun stedfortræder for Augusta Salling i Landstinget i tre uger. Den 4. november 2008 kom hun tilbage i Landstinget som stedfortræder i 18 dage for Knud Kristiansen. Kun tre dage senere blev hun udnævnt til sundheds- og miljøminister i Hans Enoksens femte regering som efterfølger for Arĸalo Abelsen. Hun var minister indtil regeringen gik af efter næste landstingvalg i 2009. Ved det valg fik hun 144 stemmer hvilket rakte til plads som anden stedfortræder for Atassut. I efteråret 2009 var hun stedfortræder for Knud Kristiansen i Inatsisartut Hun deltog ikke ved inatsisartut-valget i 2013 (Landstinget skiftede navn til Inatsisartut ved overgangen til Selvstyret i 2099), men blev samme år genvalgt til kommunalbestyrelsen i Qaasuitsup Kommune. Ved valget til Inatsisartut i 2014 fik hun kun 32 stemmer. Ved kommunalvalget 2017 fik hun Atassuts eneste mandat i den nye Kommune Qeqertalik, hvor hun blev genvalgt fire år senere ved kommunalvalget i 2021.